# 홍종순
홍종순(1955년 ~ )은 형지엘리트의 대표이사 사장이다. 

## 학력 및 경력
- 경북고등학교
- 경북대학교 경제학과 학사
- 제일합섬 특수사업본부 본부장
- 에리트베이직 대표이사 사장
- 패션그룹형지 부회장
- 형지엘리트 대표이사 사장